# Campidoglio (Cheyenne)
Il Campidoglio di Cheyenne (in inglese Wyoming State Capitol) è la sede governativa dello Stato del Wyoming, negli Stati Uniti d'America.
Fu costruito tra il 1886 e il 1890.